# Synagoga w Warcie

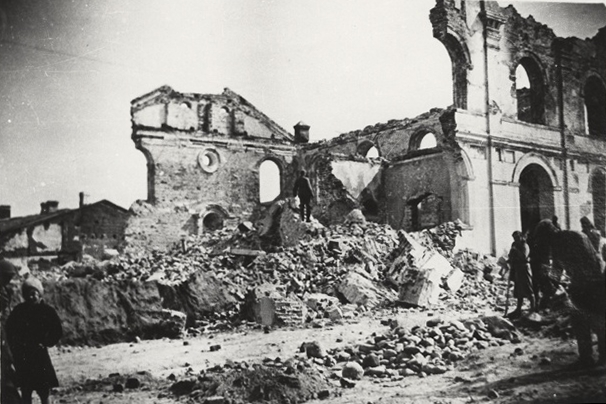
Ruiny synagogi w 1940 roku

Synagoga w Warcie – synagoga w Warcie, została wzniesiona w 1534 roku (niektóre źródła podają lata późniejsze – ok. 1554 roku). 
W 1631 roku synagoga została rozbudowana. W 1939 roku synagoga została zniszczona, a ostatecznie resztki budowli wyburzono w 1940 roku. Na ruinach budowli powieszono 10 Żydów, których upamiętnia tablica wmurowana w ścianę znajdującej się w tym miejscu obecnie poczty.